# Tomás Ojeda
Tomás Ojeda Álvarez (Antofagasta, 20 de abril de 1910 – 20 de febrero de 1983) fue un futbolista chileno que jugaba en la posición de Delantero y que representó a la selección chilena en la Copa Mundial de Fútbol de 1930. 
Jugó en la liga chilena en Boca Juniors de Antofagasta y en el Audax Italiano.

## Trayectoria
Nació en Antofagasta en 1910, era un puntero izquierdo muy rápido, movedizo, con un dribling malicioso y con un potente disparo. A los diecisiete años comenzó a jugar en la primera del club Boca Juniors de Antofagasta; en este club llegó a ser seleccionado Chileno en el Mundial de 1930.
Al regreso de la cita mundialista fue contactado por Colo-Colo para unirse a sus filas pero las negociaciones no llegaron a acuerdo, Luego se enrolo en el regimiento Yungay para cumplir su servicio militar durante tres meses, Luego fue contactado por la Unión Española tenían un acuerdo,  sin embargo, apareció el Audax Italiano y le ofreció lo mismo que la Unión; Finalmente se inclino por los italicos ya que era el club  que le gustaba desde que estaba en el norte.
Estuvo durante nueve temporadas en el conjunto italico, participó en 1933 de la gira de las Américas durante 10 meses, fue parte de grandes delanteras, además de conseguir éxitos siendo el más destacado el Primer campeonato de primera división en 1936, estuvo en Audax hasta 1939 cuando los dirigentes de aquella época lo despidieron, a pesar de recibir ofertas de otros equipos, El "Chico Ojeda" dijo: No vuelvo a jugar por el Audax, no juego por ninguno.

## Selección nacional
Fue seleccionado de su país entre los años 1930 y 1937, participó en el Mundial de 1930 en aquel torneo destacó por su velocidad; fue titular en los primeros dos encuentros, luego en el partido ante México le cometieron un penal que Carlos Vidal  pateó y desperdició, en el partido final no jugó. Posteriormente fue convocado para el Campeonato Sudamericano 1937 en Argentina en el que tuvo participación en todos los partidos del seleccionado en dicho torneo. Fue internacional chileno en ocho encuentros mas solo siete fueron oficiales.

### Participaciones en Copas del Mundo
| Torneo               | Sede    | Resultado    | Partidos |
| -------------------- | ------- | ------------ | -------- |
| Copa Mundial de 1930 | Uruguay | Primera fase | 2        |

### Participaciones en el Campeonato Sudamericano
| Torneo                       | Sede      | Resultado     | Partidos |
| ---------------------------- | --------- | ------------- | -------- |
| Campeonato Sudamericano 1937 | Argentina | Quinto Puesto | 5        |

## Clubes
| Club                        | País  | Año         |
| --------------------------- | ----- | ----------- |
| Boca Juniors de Antofagasta | Chile | 1927 - 1930 |
| Audax Italiano              | Chile | 1931 - 1939 |

## Palmarés

### Campeonatos nacionales
| Título                    | Club           | País  | Año  |
| ------------------------- | -------------- | ----- | ---- |
| División de Honor         | Audax Italiano | Chile | 1931 |
| Campeonato de Apertura    | Audax Italiano | Chile | 1932 |
| Primera División de Chile | Audax Italiano | Chile | 1936 |